# Clelia Sarto

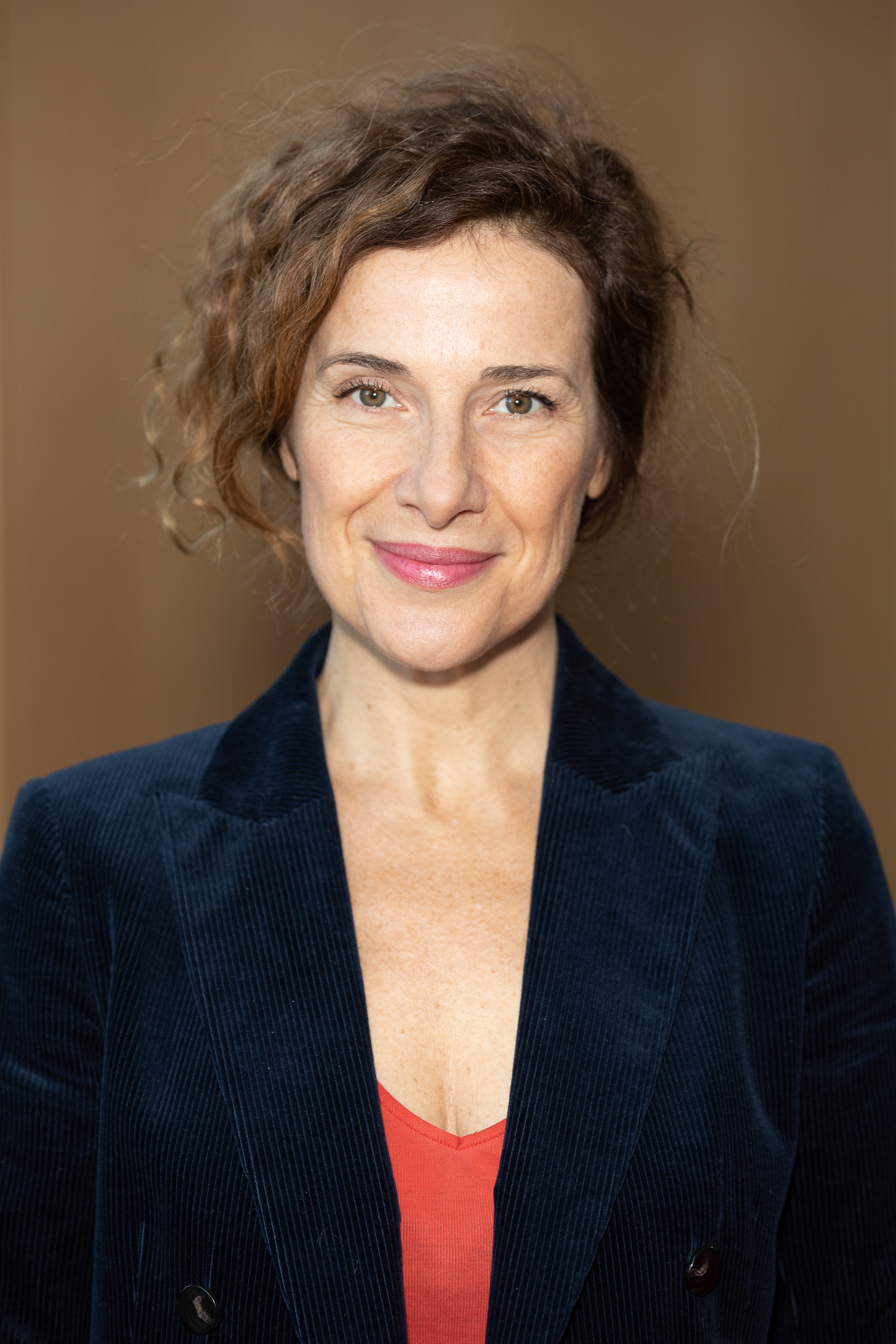
Clelia Sarto (2019)

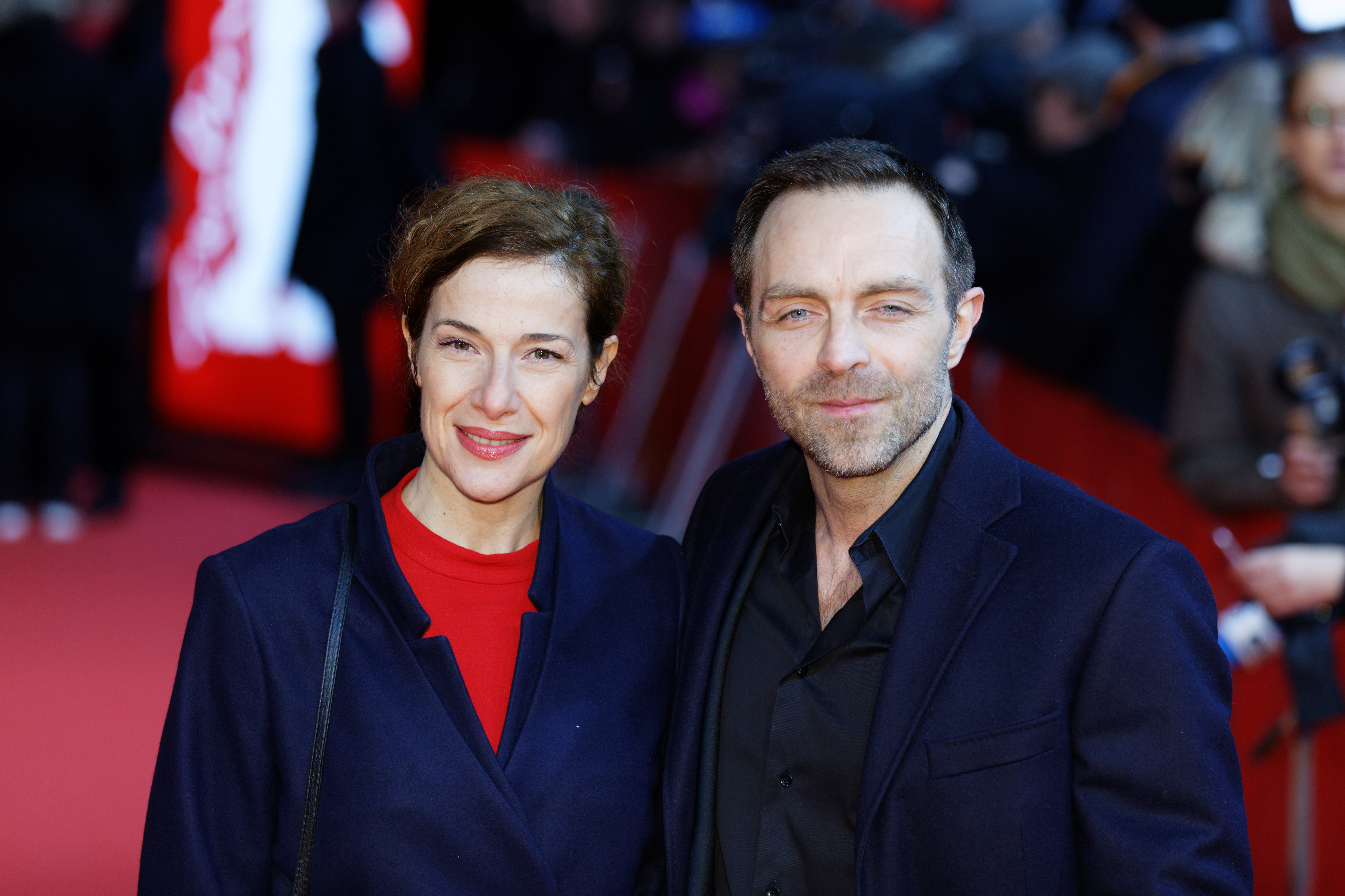
Clelia Sarto mit ihrem Mann Aleksandar Jovanovic (2017)

Clelia Sarto (* 26. November 1973 in Oldenburg) ist eine deutsche Schauspielerin.

## Leben
Sarto hat italienische Vorfahren. Nachdem sie sich zunächst für Gesang interessiert hatte, entdeckte sie ihre Vorliebe für die Schauspielerei und absolvierte daraufhin an einer Schauspielschule in Köln eine Schauspielausbildung. Sie nahm Schauspielunterricht in New York und Gesangsunterricht in Los Angeles.
Sarto spielte von Januar 1997 (Folge 581) bis Mai 1999 (Folge 701) die Rolle der Daniela Schmitz in der ARD-Fernsehserie Lindenstraße. Danach wirkte sie unter anderem in einer Nebenrolle im Kinofilm Knockin’ on Heaven’s Door mit und war in Fernsehproduktionen wie beispielsweise in SOKO Köln, In aller Freundschaft und Tatort zu sehen. 2009 hatte sie in der Episode Peru-Miami der ZDF-Serie Das Traumschiff eine Rolle. 2013 war sie als Dr. Leticia Garcia in der Serie Der Landarzt und 2014 als Direktorin in der Serie Der Knastarzt zu sehen.
Sarto ist mit dem Schauspieler Aleksandar Jovanovic verheiratet und hat mit ihm eine Tochter (* 2006).

## Filmografie (Auswahl)
- 1996: Unter uns (Fernsehserie, 3 Folgen)
- 1997–1999: Lindenstraße (Fernsehserie)
- 1999–2001: Zwei Männer am Herd (Fernsehserie, 21 Folgen)
- 1999: No Sex
- 1999: Ein Weihnachtsmärchen – Wenn alle Herzen schmelzen
- 2000: Rosamunde Pilcher – Der lange Weg zum Glück
- 2000: Max & Lisa – Schau mir in die Augen, Kleiner
- 2000: … und das ist erst der Anfang
- 2001: Das schwangere Mädchen
- 2002: Das Geheimnis meiner Mutter
- 2002: Ladies and Gentleman
- 2002: Sinan Toprak ist der Unbestechliche – Das Glück dieser Erde
- 2002: Nachts im Park
- 2002: Kommissar Rex (Folge: Senkrecht in den Tod)
- 2003: Zwei Profis (Folge: …und der Mord ohne Leiche)
- 2003: Novaks Ultimatum
- 2003: Tatort: Rotkäppchen
- 2003: Tatort: Dschungelbrüder
- 2004: Schöne Frauen
- 2003–2011: SOKO Köln (Fernsehserie, 21 Folgen)
- 2005: Zwei gegen zwei
- 2005: Bettgeflüster & Babyglück
- 2005: Das Traumhotel – Zauber von Bali
- 2005: Nachtasyl
- 2005: Feuer
- 2005: SOKO Kitzbühel (Folge: Feindliche Übernahme)
- 2006: Heimatgeschichten – Litauisches Inkasso
- 2007: Underdogs
- 2007: girl friends – Freundschaft mit Herz (Fernsehserie, 3 Folgen)
- 2008–2011: Die Rosenheim-Cops (Fernsehserie, 2 Folgen, verschiedene Rollen)
- 2008: Pizza und Marmelade
- 2008: Zwillingsküsse schmecken besser
- 2008: Unser Mann im Süden – Ausgetrickst
- 2008: Im Namen des Gesetzes (Folge: Böses Erwachen)
- 2009: Résiste – Aufstand der Praktikanten
- 2009: Das Traumschiff – Peru-Miami
- 2009–2020: SOKO Stuttgart (Fernsehserie, 3 Folgen, verschiedene Rollen)
- 2010: Wir müssen reden! – Rollentausch
- 2011: Rindvieh à la Carte
- 2012: Rosamunde Pilcher – Ungezügelt ins Glück
- 2013: Der Landarzt (Fernsehserie, 10 Folgen)
- 2013: In aller Freundschaft (Folge: Offene Baustellen)
- 2014: Der Knastarzt (Fernsehserie, 6 Folgen)
- 2014: Heldt (Folge: Die schwarze Witwe)
- 2014–2019: Dr. Klein (Fernsehserie, 51 Folgen)
- 2014: Honig im Kopf
- 2014: Für immer
- 2015: Die Dienstagsfrauen – Zwischen Kraut und Rüben
- 2015: Notruf Hafenkante (Folge: Ausgetickt)
- 2015: Die Insassen
- 2015: In aller Freundschaft – Die jungen Ärzte (Folge: Lebenslinien)
- 2016: Rosamunde Pilcher – Ein Doktor & drei Frauen
- 2016: Ein Sommer auf Lanzarote
- 2016: Letzte Spur Berlin (Folge: Befreiungsschlag)
- 2016: Die Chefin (Folge: Hexenjagd)
- 2017: SOKO Wien (Fernsehserie, Folge: 3, 2, 1 … Mord)
- 2017: Tatort: Dunkle Zeit
- 2018: Professor T. (Folge: Das verlorene Kind)
- 2018: Alarm für Cobra 11 – Die Autobahnpolizei  (Folge: Kein Entkommen)
- 2018: Ein starkes Team: Tödlicher Seitensprung (Fernsehreihe)
- 2019: Der Staatsanwalt: Tödlich Wohnen
- 2019: Die Spezialisten – Im Namen der Opfer (Folge: Die kalte Hand)
- 2019: Papa hat keinen Plan
- 2020: Genieße jeden Augenblick
- 2020: Liebe. Jetzt! (Fernsehserie, 1 Folge)
- 2021: Das Kindermädchen – Mission Italien
- 2021–2023 Doktor Ballouz (Fernsehserie, 8 Folgen)
- 2021: Jenseits der Spree (Folge: Tunnelblick)
- 2022: Der Zürich-Krimi: Borchert und das Geheimnis des Mandanten
- 2023: Herzstolpern (Fernsehfilm, Teil 1 – Aufbruch nach Italien, Teil 2 – Neustart ins Leben)
- 2023: Die Whistleblowerin
- 2024: Maxton Hall – Die Welt zwischen uns (Fernsehserie)
- 2024: Wo wir sind, ist oben (Fernsehserie)
- 2024: Im Netz der Gier
- 2025: Einspruch, Schatz! – Schwesterherz (Fernsehfilm)